# Forti FG01-95B
Vous lisez un « bon article » labellisé en 2013.  Il fait partie d'un « bon thème ».
Pour les articles homonymes, voir Forti.
Chronologie des modèles (1996)
Forti FG01-95 Forti FG03-96
La Forti FG01-95B est la deuxième monoplace de Formule 1 engagée par l'écurie italienne Forti Corse, dans le cadre des cinq premières manches du championnat du monde de Formule 1 1996. Elle est pilotée par les Italiens Luca Badoer, en provenance de la Scuderia Minardi, et Andrea Montermini, en provenance de l'écurie Pacific Racing. Le Français Franck Lagorce en est le pilote d'essais.
Étant une Forti FG01-95 mise aux normes de la réglementation technique en vigueur en 1996, la FG01-95B s'avère être la monoplace la plus lente du plateau, d'autant plus que l'écurie italienne doit faire face à des problèmes financiers de plus en plus importants.
Forti remplace sa FG01-95B par la nouvelle Forti FG03-96 de façon progressive à partir du Grand Prix d'Europe, puis complètement à compter du Grand Prix de Monaco.

## Contexte et développement
Avec une base financière solide et quelques progrès réalisés en 1995, la saison 1996 semble prometteuse pour Forti. Fin 1995, l'équipe négocie pour obtenir le moteur Ford-Cosworth JS, le plus puissant moteur V8 de la firme américaine pour remplacer le vieux moteur Cosworth EDD. Si sa sécurité financière est notamment évoquée par le biais d'une éventuelle fusion avec la Scuderia Minardi (écurie plus compétitive mais en grosses difficultés financières qui assurerait sa survie en Formule 1 grâce à un accord avec Forti), le départ du pilote-payant Pedro Diniz pour l'écurie française Ligier en remplacement de Martin Brundle (parti chez Jordan Grand Prix) laisse planer des doutes quant à la réelle santé financière de Forti.
En effet, les commanditaires apportés par la famille Diniz, notamment Parmalat et Marlboro, rompent avec l'écurie italienne qui voit son budget sérieusement écorné ; il est même question que Forti ne s'engage pas en Formule 1 en 1996 et sa survie est sans cesse remise en question,. La conception de la nouvelle monoplace est retardée et l'écurie est contrainte de mettre en conformité la Forti FG01-95, rebaptisée Forti FG01-95B, pour le début de saison. Forti n'obtient pas le moteur Ford-Cosworth Zetec JS convoité et doit se contenter de la version Zetec-R, tout en s'appuyant sur les commanditaires temporaires de l'écurie. Néanmoins, Forti s'engage en championnat du monde en 1996 sous la raison sociale Forti Grand Prix Racing.

## Création de la monoplace
Faute de pouvoir utiliser le moteur Ford-Cosworth Zetec-JS, Forti se contente d'un moteur Ford-Cosworth ECA Zetec-R, une version trois litres du moteur Cosworth EC Zetec-R qu'utilisait l'écurie Benetton Formula en 1994. Le nouveau moteur, déjà utilisé par Sauber la saison précédente, d'une cylindrée de 2 999 cm3, développe 660 chevaux à 14 500 tours par minute, pèse 135 kilogrammes et est mis à la disposition de l'écurie pour deux saisons. Ce moteur est l'un des moins puissants du plateau : Williams F1 Team et Benetton Formula disposent d'un moteur Renault RS7 de 750 chevaux.
Au niveau du châssis, les côtes de la FG01-95B diffèrent légèrement de sa devancière ; son empattement est allongé de 111 millimètres, passant ainsi à 2 992 mm, tandis que la voie arrière est raccourcie de 25 millimètres. Les freins sont fournis par Carbone Industrie et AP Racing alors que la boîte de vitesses transversale à six rapports est développée par Hewland.

## Choix des pilotes

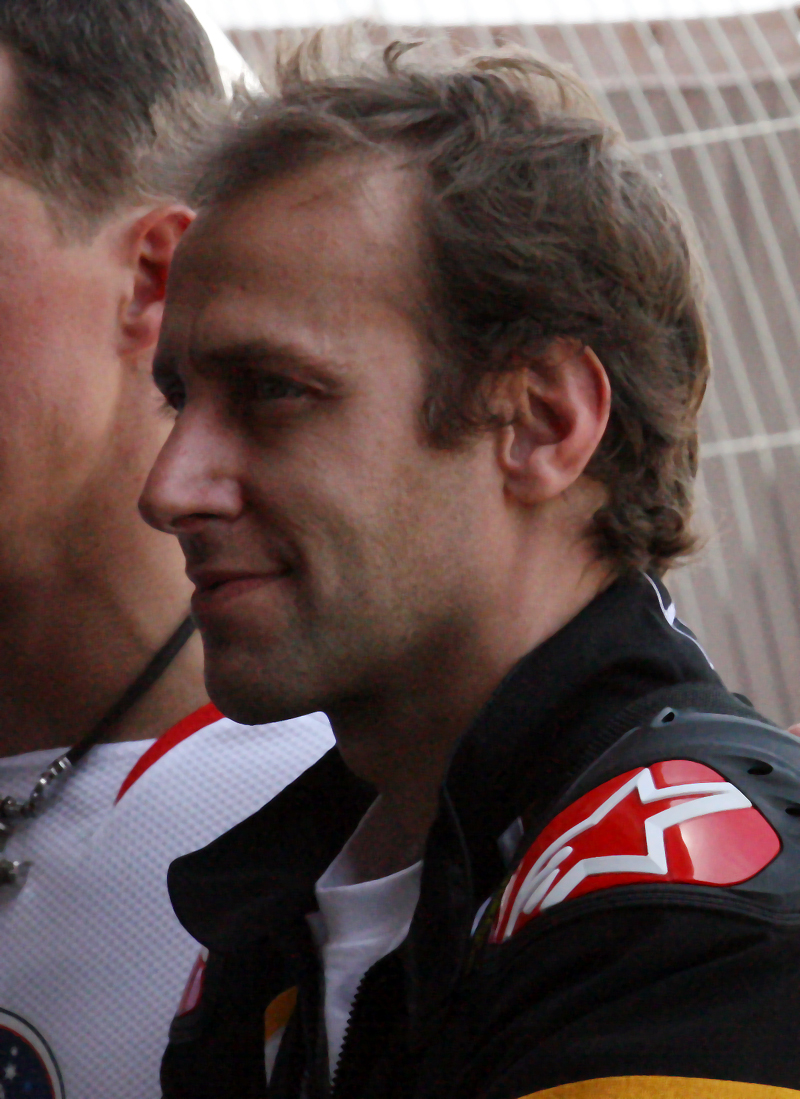
Luca Badoer (ici en 2007) effectue sa troisième saison en Formule 1 pour le compte de Forti.

Pedro Diniz et Roberto Moreno ayant quitté l'écurie, Forti recherche deux pilotes pour 1996. Le premier à signer un contrat avec l'écurie italienne est Andrea Montermini. Il a commencé sa carrière en sport automobile en 1987, en Formule Alfa Boxer, où il s'est classé troisième du championnat avec trois victoires. L'année suivante, il intègre le championnat d'Italie de Formule 3 où sa victoire dans l'ultime course de la saison lui vaut d'être promu en Formule 3000 en 1990. Après deux podiums lors de sa première saison, Montermini remporte trois courses en 1992 et termine vice-champion de la discipline. Après un départ en CART aux États-Unis en 1993, Montermini accède à la Formule 1 lors du Grand Prix d'Espagne 1994 où, au sein de l'écurie Simtek, il remplace Roland Ratzenberger mort durant les essais du Grand Prix de Saint-Marin. Montermini est victime d'un grave accident dès sa première sortie et se casse le talon gauche et le pied droit. Deux mois plus tard, il retourne en CART. En 1995, il revient en Formule 1 avec Pacific Racing, une écurie de fond de grille avec laquelle il obtient une huitième place en Allemagne comme meilleur résultat,.
L'annonce du second pilote de l'écurie est plus tardive. Si des rumeurs annonçaient l'arrivée du Japonais Hideki Noda pour disputer les deux manches japonaises de 1995 et prendre un poste de titulaire l'année suivante, fin février 1996, l'Italien Luca Badoer est désigné pour épauler son compatriote. Champion international de Formule 3000 en 1992, Badoer devient pilote d'essais pour le compte de la Scuderia Minardi en 1994 avant d'être titularisé en 1995. Il obtient pour meilleur résultat deux huitièmes places, au Canada et en Hongrie. À la fin de la saison, Badoer est lâché par son commanditaire personnel, Marlboro Italie, qui voit en Giancarlo Fisichella un pilote plus prometteur. Ne pouvant plus apporter un complément financier à Minardi, il est remercié et ne trouve pas d'autre possibilité de poursuivre en Formule 1 que de signer pour Forti,.

## La Forti FG01-95B en course

### Intersaison
Lors de l'intersaison, Forti réalise très peu d'essais faute de budget. L'écurie participe à une séance d'essais fin décembre 1995 sur le circuit de Barcelone pour tester une nouvelle boîte de vitesses semi-automatique. Andrea Montermini, seul pilote lié à l'écurie à cette période, réalise comme meilleure performance un temps de 1 min 29 s 09 au tour, à plus de huit secondes de Damon Hill sur Williams F1 Team. La presse spécialisée annonce rapidement que le début de saison sera très difficile pour Forti, qui doit composer avec une évolution mineure de sa Forti FG01-95, la Forti FG03-96 n'étant attendue que pour la fin avril 1996 ; les risques de non-qualification, avec la nouvelle règle des 107 % (qui impose qu'une place sur la grille de départ est conditionnée par un temps de qualification inférieur à 107% de la pole position) sont en effet très probables.

### Grand Prix d'Australie
Effectivement, la nouvelle règle de qualification contrarie les deux pilotes Forti. Lors du Grand Prix inaugural en Australie, Luca Badoer réalise le vingt-et-unième temps des qualifications en 1 min 39 s 202, à 6,8 secondes de Jacques Villeneuve qui, au sein de Williams F1 Team réalise la pole position dès sa première course. Il est surtout à trois secondes du dernier qualifié (Pedro Diniz chez Ligier). Montermini, avec le dernier temps de la séance (1 min 42 s 087) est également éliminé, la limite des 107 % étant de 1 min 38 s 837.
Après la manche australienne, Forti annonce l'arrivée de l'italien Cesare Fiorio en tant que consultant afin de restructurer l'écurie. Son objectif est d'embaucher de nouveaux ingénieurs, d'instituer un calendrier de développement à long terme et de contrôle de qualité ainsi que de prendre la direction générale de l'écurie. Toutefois, le contrat ne lie Fiorio à Forti que pendant huit courses, jusqu'au Grand Prix de France, ce qui renforce les rumeurs annonçant son arrivée prochaine chez Ligier en tant que directeur général à brève échéance. En Italie, les bruits de paddock annoncent que la première action de Fioro sera d'engager l'ingénieur argentin Enrique Scalabroni en tant que directeur technique.

### Grand Prix du Brésil
Lors de la manche suivante, disputée au Brésil, les FG01-95B arborent sur leurs flancs le logo de Hudson, une compagnie pétrolière. Lors des qualifications, Luca Badoer obtient le vingt-et-unième temps en 1 min 23 s 174, à plus de cinq secondes de la pole position établie par Damon Hill sur Williams. Andrea Montermini réalise le vingt-deuxième et dernier temps qualificatif en 1 min 23 s 454, à seulement 125 millièmes de seconde des 107 % éliminatoires. Badoer et Montermini récupèrent finalement les dix-neuvième et vingtième place sur la grille de départ à la suite des pénalisations de Tarso Marques (Scuderia Minardi) qui ne s'est pas présenté à un contrôle de poids et de Pedro Diniz (Ligier) pour de multiples infractions. En course, Badoer prend un bon départ et se retrouve seizième à la fin du premier tour, avant de reprendre une place dans la boucle suivante. Le pilote italien est ensuite dépassé par Diniz, Olivier Panis et Johnny Herbert au quatrième tour puis par Pedro Lamy cinq tours plus tard. Montermini, dix-neuvième au deuxième tour, parvient à dépasser Badoer qui prend la dernière place au dixième tour. Les deux pilotes Forti échangent leurs positions au vingt-quatrième tour avant que Montermini abandonne deux boucles plus loin à la suite d'un tête-à-queue. Son coéquipier ferme la marche et termine onzième à quatre tours du vainqueur Damon Hill,. Le rythme en course des Forti s'avère particulièrement lent : Badoer tourne en moyenne deux à quatre secondes plus lentement que ses rivaux.
À la suite du Grand Prix du Brésil, Forti nomme l'ingénieur britannique George Ryton au poste de directeur technique. L'ancien ingénieur de la Scuderia Ferrari reçoit comme objectif de créer un nouveau bureau d'études au Royaume-Uni. L'écurie annonce également que la mise au point d'une Forti FG03-96 sera terminée pour le Grand Prix d'Europe et qu'un second châssis sera prêt pour la course suivante, à Saint-Marin.

### Grand Prix d'Argentine
Lors du Grand Prix d'Argentine, les Forti occupent à nouveau la dernière ligne de la grille de départ : Badoer, vingt-et-unième temps des qualifications en 1 min 34 s 830, est à près de 4,5 secondes de la pole position de Damon Hill et à plus d'une seconde de Ricardo Rosset sur Arrows. Montermini réalise le dernier temps en 1 min 35 s 651. Toutefois, loin du temps des 107 % (1 min 36 s 670), les deux pilotes obtiennent leur qualification pour l'épreuve. En course, Badoer et Montermini remontent en dix-huitième et vingtième position à l'issue du premier tour. La boucle suivante, Badoer est dépassé par Pedro Lamy et Pedro Diniz tandis que son coéquipier perd une place. Au huitième tour, les Forti occupent les deux dernières places du classement après une remontée de Rosset puis échangent leur position trois boucles plus loin jusqu'au quinzième tour où Badoer dépasse Montermini. Ce dernier reprend sa position au vingt-cinquième tour. Au tour suivant, Badoer se fait prendre un tour par Lamy et Diniz et percute avec sa roue arrière la roue avant de la Ligier du Brésilien : la Forti décolle et l'accident provoque la sortie de la voiture de sécurité jusqu'au trente-et-unième tour. Montermini poursuit sa course en dernière position et franchit la ligne d'arrivée dixième, à trois tours de Damon Hill. Après la course, Pedro Diniz revient sur son accident avec Badoer et rejette la faute sur le pilote Forti ; il déclare : « J'étais près de Lamy. Nous essayions tous les deux de prendre un tour à la Forti de Luca. Il ne m'a pas vu et est revenu sur la trajectoire »,,.

### Grand Prix d'Europe
Peu de temps après la manche argentine, la société de fabrication de matériaux composites Belco-Avia livre la monocoque de la nouvelle Forti FG03-96 à Alexandrie, siège social de l'écurie. Forti prévoit de faire tester le châssis par Andrea Montermini sur le circuit de Fiorano avant de l'envoyer au Nürburgring où se dispute le Grand Prix d'Europe.
Lors de la première épreuve européenne de la saison, Forti ne fait rouler son châssis FG03-96 que lors de la séance de qualifications du samedi après-midi, les essais libres étant disputés avec le châssis FG01-95B. Montermini réalise le vingt-et-unième temps en 1 min 25 s 053, à plus de six secondes de la pole position de Hill et à 1,4 seconde du vingtième temps de Rosset. Badoer, battu pour la première fois de la saison par son coéquipier dans cet exercice, est vingt-deuxième en 1 min 25 s 840. Dépassant la limite des 107 % qualificatifs (1 min 24 s 467), les Forti ne sont pas qualifiées pour la course.
Les spécialistes de la discipline ne tardent pas à critiquer la nouvelle monoplace, estimant qu'outre sa longueur (la FG01-95B semblant plus longue) elle ne diffère en rien de sa devancière,.

### Grand Prix de Saint-Marin

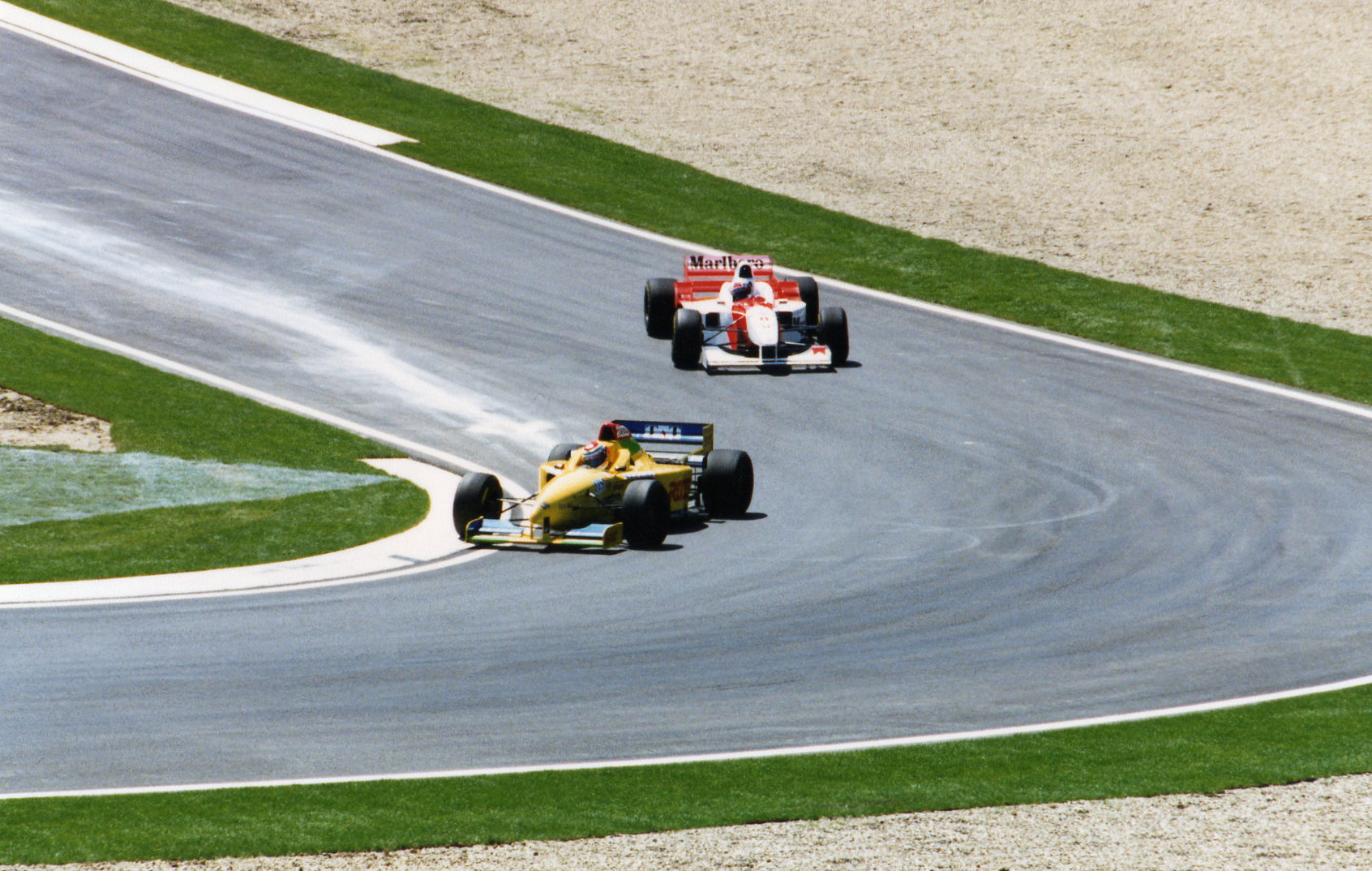
La Forti FG01-95B de Montermini devance la McLaren MP4/11 de David Coulthard lors des essais libres du Grand Prix de Saint-Marin.

Lors du Grand Prix de Saint-Marin, seul Luca Badoer dispose de la FG03-96. L'Italien se classe vingt-et-unième des qualifications en 1 min 32 s 037, à plus de 5,1 secondes de la pole position du pilote Ferrari Michael Schumacher et à sept dixièmes de seconde de Rosset. Montermini, au volant de la FG01-95B, est vingt-deuxième en 1 min 33 s 685 ; au-delà des 107 % qualificatifs (1 min 32 s 972), il n'est pas autorisé à prendre part à la course. Lors de celle-ci, Badoer reste en fond de classement tout au long de l'épreuve et termine dixième à quatre tours de Hill,.
La Forti FG03-96 remplace définitivement la FG01-95B à partir du Grand Prix suivant, à Monaco.

## Résultats en championnat du monde de Formule 1
| Saison | Écurie      | Moteur                       | Pneumatiques | Pilotes           | Courses | Courses | Courses | Courses | Courses | Courses | Courses | Courses | Courses | Courses | Courses | Courses | Courses | Courses | Courses | Courses | Points inscrits | Classement |
| Saison | Écurie      | Moteur                       | Pneumatiques | Pilotes           | 1       | 2       | 3       | 4       | 5       | 6       | 7       | 8       | 9       | 10      | 11      | 12      | 13      | 14      | 15      | 16      | Points inscrits | Classement |
| ------ | ----------- | ---------------------------- | ------------ | ----------------- | ------- | ------- | ------- | ------- | ------- | ------- | ------- | ------- | ------- | ------- | ------- | ------- | ------- | ------- | ------- | ------- | --------------- | ---------- |
| 1996   | Forti Corse | Ford-Cosworth ECA Zetec-R V8 | Goodyear     |                   | AUS     | BRÉ     | ARG     | EUR     | SMR     | MON     | ESP     | CAN     | FRA     | GBR     | ALL     | HON     | BEL     | ITA     | POR     | JAP     | 0               | 11e        |
| 1996   | Forti Corse | Ford-Cosworth ECA Zetec-R V8 | Goodyear     | Luca Badoer       | Nq      | 11e     | Abd     | Nq      |         |         |         |         |         |         |         |         |         |         |         |         | 0               | 11e        |
| 1996   | Forti Corse | Ford-Cosworth ECA Zetec-R V8 | Goodyear     | Andrea Montermini | Nq      | Abd     | 10e     | Nq      | Nq      |         |         |         |         |         |         |         |         |         |         |         | 0               | 11e        |

Légende : ici 